# Učedník (křesťanství)
Nezaměňovat s pojmem apoštol
Viz též: Apoštolové v Novém zákoně

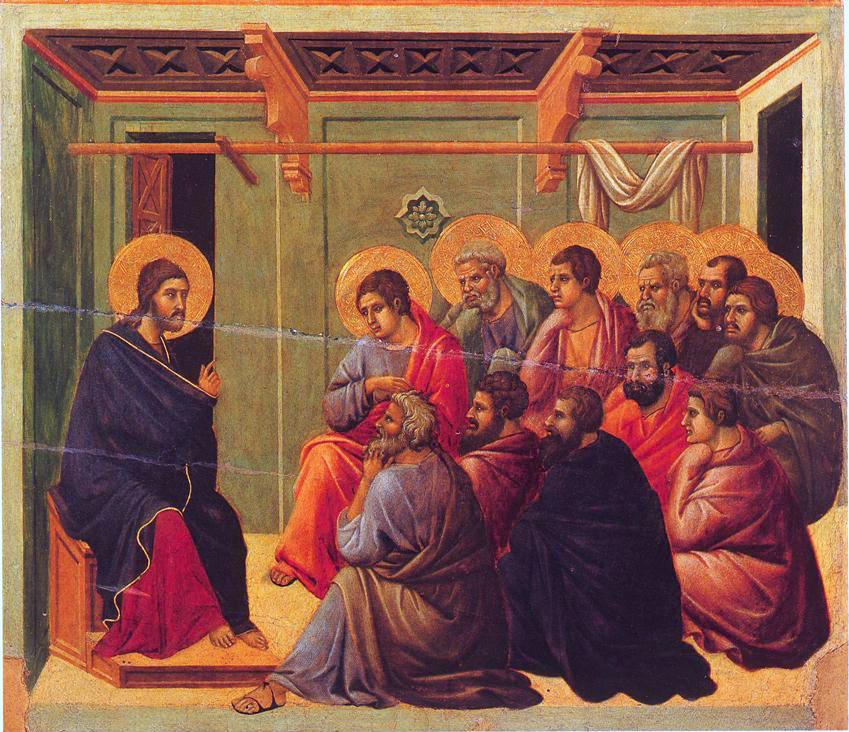
Ježíšova řeč na rozloučenou k učedníkům po poslední večeři – viz. Ducciův obraz Maestà (1308–1311)

V křesťanství je učedník oddaný Ježíšův následovník. Tento termín se v Novém zákoně vyskytuje pouze v evangeliích a Skutcích. Ve starověkém světě je učedník následovník nebo přívrženec učitele. Učednictví není totéž jako být studentem v moderním slova smyslu. Učedník ve starověkém biblickém světě aktivně napodoboval život i učení svého mistra. Šlo o záměrné učednictví, které z plně zformovaného učedníka učinilo živou kopii mistra.
Nový zákon zaznamenává mnoho Ježíšových následovníků během jeho služby. Někteří učedníci dostali poslání, například malé poslání, poslání sedmdesáti v Lukášově evangeliu, velké poslání po Ježíšově vzkříšení nebo Pavlovo obrácení, které z nich učinilo apoštoly pověřené hlásáním evangelia (dobré zprávy) světu. Ježíš zdůraznil, že být jeho učedníky bude něco stát.

## Pozadí termínu
Výraz „učedník“ vyjadřuje slovo v řečtině koiné mathētḗs (μαθητής), které obecně znamená „ten, kdo se zabývá učením prostřednictvím výuky od jiného, žák, učeň“ nebo v náboženských kontextech, jako je Bible, „ten, kdo je spíše trvale spojen s někým, kdo je uznávaný jako pedagog nebo má určitý soubor stanovisek, žák, přívrženec“. Slovo „disciple“ se do angličtiny dostalo prostřednictvím latinského discipulus, což znamená žák, ale vzhledem k jeho biblickému původu by nemělo být zaměňováno s běžnějším slovem „student“.
Učedník se liší od apoštola, který naopak znamená posla, přesněji „posla s mimořádným postavením, zejména Božího posla, vyslance.“ Převážně se však v Novém zákoně používá pro „skupinu vysoce vážených věřících se zvláštní funkcí Božích vyslanců.“ Zatímco učedník je ten, kdo se učí a zaučuje u učitele nebo rabína, apoštol je ten, kdo je vyslán jako misionář hlásat dobrou zprávu a zakládat nová společenství věřících.
Význam slova „učedník“ není primárně odvozen z jeho kořenového významu nebo etymologie, ale z jeho rozšířeného používání ve starověkém světě. Učedníci se ve světě vyskytují i mimo Bibli. Například u starověkých řeckých filozofů se žáci učili napodobováním celého způsobu života učitele, a ne pouze zapamatováním si jeho vyřčených slov.
Filozof prvního století Seneca se odvolává na „živý hlas a důvěrnost společného života“ ve vztahu žák-učitel mnoha různých filozofů:
Kleantés nemohl být výslovným obrazem Zenona, kdyby pouze poslouchal jeho přednášky; sdílel také jeho život, nahlížel do jeho skrytých záměrů a sledoval ho, zda žije podle svých vlastních pravidel. Platón, Aristotelés a celý zástup mudrců, kteří byli předurčeni jít každý svou cestou, měli větší užitek z této postavy než ze Sókratových slov.
V biblickém světě byl učedník člověk, který následoval učitele, rabína, mistra nebo filozofa. Učedník se chtěl naučit nejen učení rabína, ale také napodobovat praktické detaily jeho života. Učedník nechodil pouze na přednášky nebo nečetl knihy, ale musel komunikovat se skutečným živým člověkem a napodobovat ho. Učedník někoho doslova následoval v naději, že se nakonec stane tím, čím je on sám.
Křesťanský učedník je věřící, který následuje Krista a následně předkládá své vlastní napodobení Krista jako vzor pro ostatní – 1Kor 11, 1 (Kral, ČEP). Učedník je nejprve věřící, který osvědčil víru – Sk 2, 38 (Kral, ČEP), což znamená, že prožil obrácení, postavil Ježíše do středu svého života a účastnil se obřadů křesťanského připodobnění. Plně rozvinutý učedník je také vůdcem ostatních, který se snaží tuto víru předávat svým následovníkům s cílem tento proces opakovat – 1Kor 4, 16–17 (Kral, ČEP); 2Tm 2, 2 (Kral, ČEP). Zvláštní forma předávání vedení prostřednictvím učednictví se nazývá apoštolská posloupnost.

## Velký zástup a sedmdesát učedníků
Hlavní článek: Sedmdesát učedníků
Kromě dvanácti apoštolů je v úvodu úryvku Kázání na pláni jako učedníci označena mnohem větší skupina lidí. Kromě toho je sedmdesát (nebo sedmdesát dva, podle použitého pramene) lidí vysláno ve dvojicích, aby Ježíšovi připravili cestu – Lk 10 (Kral, ČEP). Někdy jsou označováni jako „sedmdesát“ nebo „sedmdesát učedníků“. Mají jíst veškeré nabízené jídlo, uzdravovat nemocné a šířit zvěst o příchodu Božího království.

## Nežádoucí osoby
Ježíš v otevřeném společenství jedl u stolu s různými lidmi a pohoršoval své kritiky tím, že stoloval s hříšníky, celníky a ženami.

### Hříšníci a celníci (výběrčí daní)
Evangelia používají výraz „hříšníci a celníci“ pro ty, s nimiž se bratříčkoval. Hříšníci byli Židé, kteří porušili pravidla čistoty nebo obecně některou ze 613 micvot, případně pohané, kteří porušili noachidský zákon, ačkoli halacha byla v 1. století ještě sporná, viz také Hilel a Šamaj a spor o obřízku v raném křesťanství. Výběrčí daní těžili z římského ekonomického systému, který Římané zavedli v provincii Judea a který vytlačoval Galilejce z jejich vlastní vlasti, zabavoval rodinnou půdu a prodával ji nepřítomným majitelům. V tehdejší kultuře založené na cti bylo takové chování v rozporu se společenským chováním.

### Samaritáni
Hlavní článek: Samaritáni
Samaritáni, kteří se nacházeli mezi Ježíšovou Galileou a jeruzalémskou Judeou, byli vůči Židům vzájemně nepřátelští. U Lukáše a Jana Ježíš rozšiřuje svou službu na Samařany.

### Ženy, které následovaly Ježíše
V Lukášově evangeliu – Lk 10, 38–42 (Kral, ČEP) je Marie, Lazarova sestra, postavena do kontrastu se svou sestrou Martou, která se „zabývala mnoha věcmi“, zatímco Ježíš byl jejich hostem, zatímco Marie si vybrala „lepší úděl“, tedy naslouchání Mistrově řeči. Jan ji jmenuje jako „tu, která pomazala Pána vonným olejem a osušila mu nohy svými vlasy“ – Jan 11, 2 (Kral, ČEP). U Lukáše pomazává Ježíšovi nohy neznámá „hříšnice“ v domě farizeje. Lukáš se zmiňuje o řadě lidí, kteří Ježíše a Dvanáct doprovázeli. Z nich jmenuje tři ženy: „Marii, zvanou Magdaléna, ... a Janu, ženu Herodova správce Chuzy, a Zuzanu a mnoho dalších, které je živily ze svých prostředků“ – Lk 8, 2–3 (Kral, ČEP). Marie Magdaléna a Jana patří v Lukášově vyprávění o vzkříšení mezi ženy, které šly připravit Ježíšovo tělo a které později vyprávěly apoštolům a ostatním učedníkům o prázdném hrobě a slovech „dvou mužů v oslnivých šatech“. Marie Magdaléna je nejznámější z učedníků mimo Dvanáct. V evangeliích je o ní napsáno více než o ostatních následovnicích. Existuje také velké množství pověstí a literatury, které se jí týkají.
Ostatní autoři evangelií se rozcházejí v tom, které ženy byly svědkyněmi ukřižování a které byly svědkyněmi vzkříšení. Marek uvádí Marii, matku Jakubovu, a Salome (nezaměňovat se Salomé, dcerou Herodiadinou) u ukřižování a Salome u hrobu. Jan uvádí u ukřižování Marii, manželku Kleofášovu.
Tabita (Dorkas) je jedinou Ježíšovou následovnicí, která je v Novém zákoně jmenována a výslovně nazvána učednicí.

### Kleofáš a jeho společník na cestě do Emaus
Viz též: Ježíšovo vzkříšení

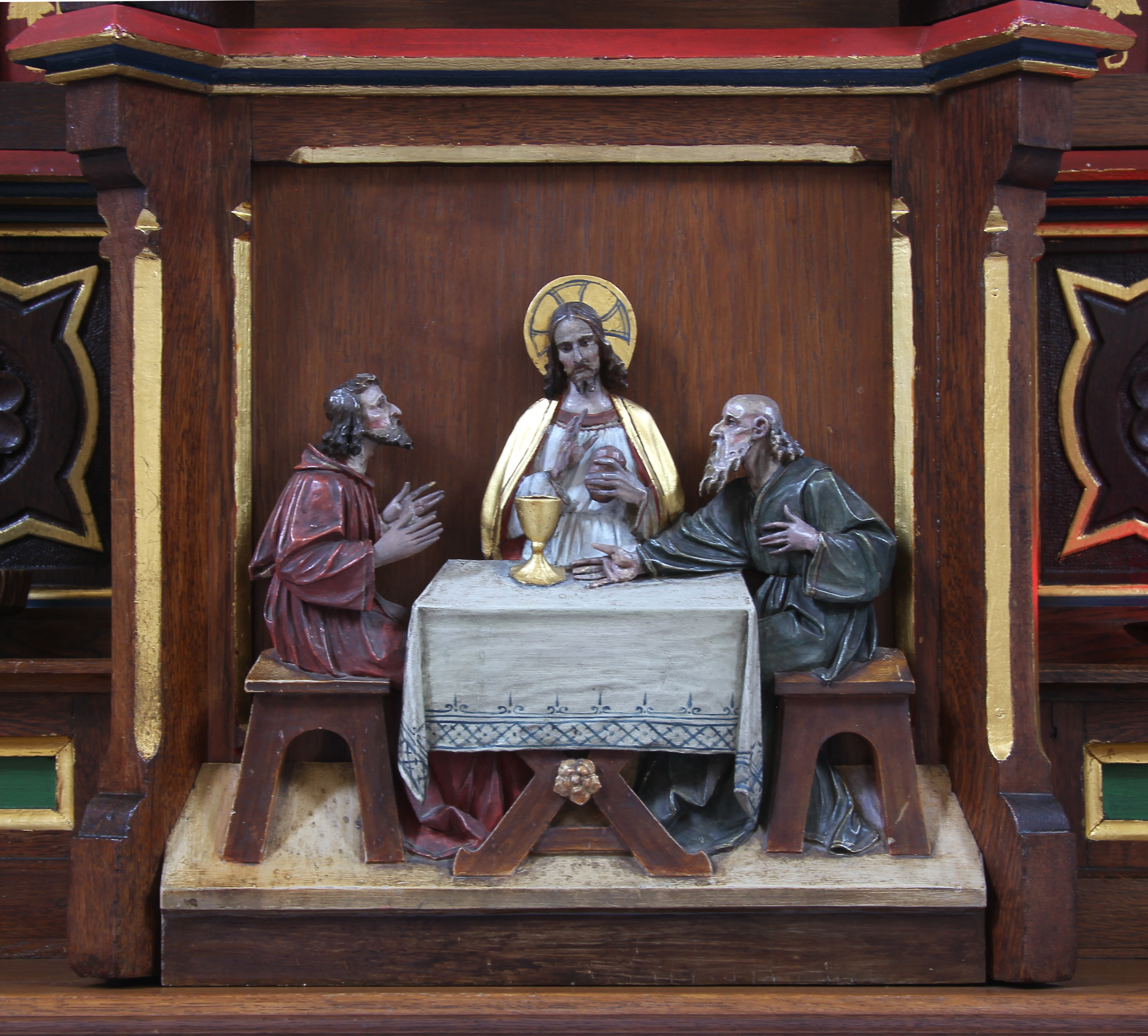
Ježíš se dvěma učedníky v Emauzích

U Lukáše je Kleofáš jedním ze dvou učedníků, kterým se vzkříšený Pán zjevil v Emauzích – Lk 24, 18 (Kral, ČEP). Kleofáš a nejmenovaný Ježíšův učedník jdou v den Ježíšova vzkříšení z Jeruzaléma do Emauz. Kleofáš a jeho přítel probírají události posledních dní, když se jich cizinec zeptá, o čem mluvili. Cizinec je požádán, aby se ke Kleofášovi a jeho příteli připojil při večerním jídle. Tam se cizinec při žehnání a lámání chleba ukáže jako vzkříšený Ježíš, než zmizí. Kleofáš a jeho přítel spěchají do Jeruzaléma, aby tuto zprávu donesli ostatním učedníkům a zjistili, že Ježíš se zjevil i tam a že se zjeví znovu. Tato událost nemá obdoby u Matouše, Marka ani Jana.

## Učednictví

### „Milujte se navzájem“
Hlavní článek: Nové přikázání
Definici učedníka naznačuje Ježíšův nasebeodkazující příklad z Janova evangelia: „Dávám vám nové přikázání, abyste se milovali navzájem. Jako jsem já miloval vás, tak se i vy milujte navzájem. Podle toho všichni poznají, že jste moji učedníci, budete-li mít lásku jedni k druhým“ – Jan 13, 34–35 (Kral, ČEP). Další Ježíšovu definici lze nalézt v Lukášově evangeliu ve 14. kapitole – Lk 14 (Kral, ČEP). Ježíš začíná léčkou, kterou na něj nastražili jeho protivníci ohledně dodržování židovské soboty, a využívá příležitosti, aby vyložil problémy s religiozitou svých protivníků proti svému vlastnímu učení tím, že uvádí řadu šokujících srovnání mezi různými, zdánlivě společensko-politickými a sociálně-ekonomickými skutečnostmi oproti významu toho, co znamená být jeho učedníkem.

### „Proměňte se“
Kanonická evangelia, Skutky apoštolů a Pavlovy listy vybízejí učedníky, aby byli napodobiteli Ježíše Krista nebo samotného Boha. Být napodobiteli vyžaduje poslušnost, jejímž příkladem je mravní chování. Na tomto biblickém základě křesťanská teologie učí, že učednictví zahrnuje proměnu z nějakého jiného světonázoru a životní praxe do světonázoru a životní praxe Ježíše Krista, a tak na základě trinitární teologie i samotného Boha.
Apoštol Pavel zdůraznil proměnu jako předpoklad učednictví, když napsal, že učedníci se nesmí „přizpůsobovat tomuto světu“, ale musí se „proměňovat obnovou mysli“, aby „mohli rozpoznat, co je vůle Boží – co je dobré, příjemné a dokonalé“. Učedník tedy není pouhým sběratelem informací nebo tím, kdo pouze mění morální chování v souladu s učením Ježíše Krista, ale snaží se o zásadní posun k etice Ježíše Krista ve všech směrech, včetně úplné oddanosti Bohu.
V některých křesťanských tradicích se proces, kdy se člověk stává učedníkem, nazývá napodobování Krista. Tento koncept sahá až k Pavlovým listům: „Napodobujte Boha“ – Ef 5, 1 (Kral, ČEP) a „napodobujte mne, jako já Krista“ – 1Kor 11, 1 (Kral, ČEP). Ve 14. století tento koncept propagoval Tomáš Kempenský ve svém díle Následování Krista (lat. De Imitatione Christi).

### Velké poslání
Hlavní článek: Velké poslání
V celém křesťanství je všudypřítomný proselytismus, získávání nových učedníků. V Matoušově evangeliu na začátku Ježíšova působení, když povolává své první učedníky – Šimona, Petra a Ondřeje, jim říká: „Pojďte za mnou a učiním vás rybáři lidí“ – Mt 4, 19 (Kral, ČEP). Na samém konci svého působení pak Ježíš ukládá Velké poslání a přikazuje všem přítomným: „Jděte tedy, získávejte za učedníky všechny národy, křtěte je ve jménu Otce i Syna i Ducha svatého a učte je, aby zachovávali všecko, co jsem vám přikázal“ – Mt 28, 19–20 (Kral, ČEP).

### Rodina a bohatství
Viz též: Evangelní rady
Ježíš vyzval učedníky, aby se vzdali svého majetku a rodinných vazeb. V jeho společnosti byla rodina zdrojem identity jednotlivce, takže vzdát se jí by znamenalo stát se prakticky nikým. V Lukášově evangeliu – Lk 9, 58–62 (Kral, ČEP) Ježíš použil hyperbolickou metaforu, aby zdůraznil důležitost této skutečnosti, a další v Lukášově evangeliu – Lk 14, 26 (Kral, ČEP): „Kdo přichází ke mně a nedovede se zříci svého otce a matky, své ženy a dětí, svých bratrů a sester, ano i sám sebe, nemůže být mým učedníkem.“ Existují různé výklady tohoto textu o počítání ceny učednictví.

### Učednické hnutí
Hlavní článek: Pastýřské hnutí
„Učednické hnutí“ (známé také jako „pastýřské hnutí“) bylo vlivné a kontroverzní hnutí v některých britských a amerických církvích, které se objevilo v 70. a na počátku 80. let 20. století. Učení hnutí zdůrazňovalo pasáže Nového zákona o „vzájemném působení“ a mentorský vztah doporučený apoštolem Pavlem ve 2Tm 2, 2 (Kral, ČEP). Hnutí bylo kontroverzní v tom, že si získalo pověst kontrolujícího a zneužívajícího chování, přičemž velký důraz byl kladen na důležitost poslušnosti vůči vlastnímu pastýři. Hnutí bylo později odsouzeno několika svými zakladateli, ačkoli v určité podobě pokračuje i v současnosti.

### Radikální učednictví
Radikální učednictví je hnutí teologie v praxi, které vzniklo z touhy následovat pravé Ježíšovo poselství a z nespokojenosti s hlavním proudem křesťanství. Radikální křesťané, jako jsou Ched Myers a Lee Camp, jsou toho názoru, že se mainstreamové křesťanství vzdálilo od svých kořenů, konkrétně od základního Ježíšova učení a praxe, jako je nastavování druhé tváře a odmítání materialismu. Radikální je odvozeno od latinského slova radix, které znamená „kořen“, což odkazuje na potřebu neustálého přeorientovávání se na základní pravdy křesťanského učednictví.
Radikální učednictví se také vztahuje k anabaptistickému reformačnímu hnutí, které začalo v roce 1527 ve švýcarském Curychu. Toto hnutí částečně vyrostlo z přesvědčení, že protestantští reformátoři jako Martin Luther, Jan Kalvín a Ulrich Zwingli nezašli ve svých reformách dostatečně daleko.